# Адраст Афродисийский
Адра́ст Афродиси́йский (др.-греч. Ἄδραστος, не позже II в. н. э.) — философ и теоретик музыки. Представитель позднего периода перипатетической школы. Никаких сведений о его жизни не сохранилось. Время жизни Адраста определяется на основании упоминаний о нём у Галена, Порфирия и Теона Смирнского.
Адраст составил комментарии к «Тимею» Платона, к «Категориям», «Физике» и «Никомаховой этике» Аристотеля, к «Характерам» Теофраста, написал трактат «О порядке сочинений Аристотеля».
Музыкально-теоретические воззрения Адраста (из его не дошедшего до нас комментария к «Тимею»), в которых причудливо соединяются взгляды на гармонику пифагорейцев и аристоксеников, подробно передаёт Теон Смирнский в своём трактате «О пользе математики».